# Platyrhacus zygethus
Platyrhacus zygethus är en mångfotingart som beskrevs av Chamberlin 1941. Platyrhacus zygethus ingår i släktet Platyrhacus och familjen Platyrhacidae. Inga underarter finns listade i Catalogue of Life.